# Patinação artística nos Jogos Olímpicos de Inverno de 1956
Resultados das competições de patinação artística nos Jogos Olímpicos de Inverno de 1956 realizadas em Cortina d'Ampezzo, Itália.

## Medalhistas
| Evento                        | Ouro                                  | Prata                                  | Bronze                                |
| ----------------------------- | ------------------------------------- | -------------------------------------- | ------------------------------------- |
| Individual masculino detalhes | Hayes Alan Jenkins USA Estados Unidos | Ronnie Robertson USA Estados Unidos    | David Jenkins USA Estados Unidos      |
| Individual feminino detalhes  | Tenley Albright USA Estados Unidos    | Carol Heiss USA Estados Unidos         | Ingrid Wendl AUT Áustria              |
| Duplas detalhes               | Sissy Schwarz Kurt Oppelt AUT Áustria | Frances Dafoe Norris Bowden CAN Canadá | Marianna Nagy László Nagy HUN Hungria |

## Quadro de medalhas
| Ordem | País               | Medalha de ouro | Medalha de prata | Medalha de bronze |   | Ordem por total |
| ----- | ------------------ | --------------- | ---------------- | ----------------- | - | --------------- |
| 1     | USA Estados Unidos | 2               | 2                | 1                 | 5 | 1               |
| 2     | AUT Áustria        | 1               |                  | 1                 | 2 | 2               |
| 3     | CAN Canadá         |                 | 1                |                   | 1 | 3               |
| 4     | HUN Hungria        |                 |                  | 1                 | 1 | 3               |